# Königlich Bayerisches 3. Fußartillerie-Regiment
Das 3. Fußartillerie-Regiment war ein Verband der Fußartillerie-Brigade der Bayerischen Armee.

## Geschichte
Die Aufstellung erfolgte am 1. Dezember 1912. Friedensstandort des Regiments war Ingolstadt.

### Erster Weltkrieg
Zu Beginn des Ersten Weltkriegs wurde das Regiment aufgeteilt: Das I. Bataillon des 3. Fußartillerie-Regiments (1.–4. Batterie schwere Feldhaubitzen, leichte Munitionskolonne) war dem III. Königlich Bayerischen Armee-Korps als Korpstruppe zugeteilt. Das II. Bataillon war direkt der 6. Armee unterstellt. Beide Bataillone  wurden unter Kronprinz Rupprecht an der Westfront eingesetzt.

### Verbleib
Nach Kriegsende wurden die Reste des Regiments demobilisiert und im Februar 1919 schließlich aufgelöst.
Die Tradition übernahm in der Reichswehr durch Erlass des Chefs der Heeresleitung General der Infanterie Hans von Seeckt vom 24. August 1921 die 9. Batterie des 7. (Bayerisches) Artillerie-Regiments in Nürnberg.

## Bekannte Regimentsangehörige
- General der Artillerie Otto Grün: von 1912 bis 1913
- Generalleutnant Wilhelm Raithel (1894–1960): von Februar 1918 bis Juli 1918 als Führer der 3. Batterie
- Leutnant d. R. Dr. Paul Reiner, um 1917